# Bethel-Euro
Der Bethel-Euro – vor der Euro-Umstellung Bethel-Mark – ist eine Komplementärwährung in den von Bodelschwinghschen Stiftungen Bethel. Sie berechtigt Bewohner und Mitarbeiter zum Einkauf in Geschäften Bethels. 1908 ins Leben gerufen, ist der Bethel-Euro vermutlich die älteste noch existierende Komplementärwährung Deutschlands.
Die Währung, bei der es sich streng genommen um Warengutscheine für einige wenige Geschäfte handelt, wird von der örtlichen Sparkasse Bielefeld ausgegeben. Für 100,- Euro erhält man dabei 105,- Bethel-Euro. Beim Einkauf gilt dagegen 1,- Euro gleich 1,- Bethel-Euro. Schätzungsweise zehn bis 15 Prozent des Geldverkehrs in den Betheler Geschäften wird mit Bethel-Geld bestritten.
Die Geldscheine werden in den sieben Werten 50, 20, 10, 5, 2 und 1 Euro sowie 50 Cent ausgegeben, Münzen gibt es nicht. Die Scheine weisen drei verschiedene Größen und sieben Farbtöne auf. Sie sind mit markanten oder geschichtsträchtigen Gebäuden aus Bethel verziert, zum Beispiel Sarepta, Gilead, die Bethel-Pforte oder die Mamre-Patmos-Schule. Insgesamt sind etwa 100.000 Bethel-Euro-Scheine im Gesamtwert von knapp einer Million Euro im Umlauf.
Die Einführung des Bethel-Geldes am 1. September 1908 sollte dazu führen, dass das Geld in der eigenen Einrichtung und nicht in fremden Geschäften ausgegeben wird. Während der Inflation 1923 musste das Bethelgeld stetig auf dünnem Papier nachgedruckt werden. Am 15. November 1923 wurde der nominal höchste Schein für Waren im Wert von 500 Milliarden Mark ausgegeben. 1948 wurde das Bethel-Geld aus dem Verkehr gezogen und konnte im Verhältnis zehn zu eins in D-Mark eingetauscht werden. Ab dem 1. Januar 1955 wurde die Währung erneut ausgegeben. Zwei Monate nach der Euro-Umstellung wurde am 1. März 2002 auch die Bethel-Mark vom Bethel-Euro abgelöst.